# Хирдалан
Хирдала́н (азерб. Xırdalan) — місто на сході Азербайджану, є північно-західною околицею столиці держави Баку, а також адміністративним центром Абшеронського району.

## Географія
Місто розташоване в основі Апшеронського півострова, на південний схід від Джейранбатанського водосховища.

## Історія
Місто було засноване на початку 20 століття як село. Назва, за однією з версій, походить від численних в районі посівних ділянок (азербайджанською хирлар); за другою версією назва походить від перського хурдалан, що означає сонячне світло, вогонь, тобто наводить на проживання в районі вогнепоклонників; за третьою версією назва утворилась від тюркського ахир-далан, що означає останній поворот, тобто останній перевалочний пункт перед Баку. В радянські часи Хирдалан отримав статус смт, а потім районного центру Абшеронського району. 2 жовтня 2006 року парламент ухвалив рішення про надання Хирдалану статус міста і 30 листопада президент Ільхам Алієв підписав відповідний наказ «Про надання селищу Хирдалан Абшеронського району статусу міста».

## Населення
Згідно з даними перепису 1989 року в селищі Хирдалан проживало 28225 осіб. На 2012 рік населення збільшилось до 93,6 тисяч осіб.

## Господарство
В місті розташовані птахофабрика, меблеві підприємства, фабрика з виробництва картонної тари, пивоварний та авторемонтний заводи.
Так як місто є приміською територією Баку, то через нього проходять значні транспортні магістралі. На північний захід через Хирдалан проходить магістраль М-29 на Сумгаїт, на південний захід — магістраль М-27 на Шемаху. В місті знаходиться залізнична станція Хирдалан.

## Відомі люди
В місті народились:
- Набі Хазрі — народний поет Азербайджану
- Рустам Гулієв — відомий програміст, засновник літературного вебконкурсу
- Зіяд Алієв — чемпіон світу з вільної боротьби